# Aeroportul Internațional Anvers
Aeroportul Internațional Anvers (IATA: ANR, ICAO: EBAW) este un aeroport din Anvers, Arrondissement of Antwerp⁠(d), Anvers, Flandra, Belgia ce deservește zona Anvers. Aeroportul a fost tranzitat în 2023 de 259.764 de pasageri. A fost deschis în 10 noiembrie 1930 și numit după zona deservită.
Situat la o altitudine de 12 m, aeroportul dispune de 1 pistă. Este operat de Luchthaven Antwerpen⁠(d).

## Infrastructură

### Piste
Aeroportul dispune de o singură pistă. Pista 11/29 are suprafața de asfalt și dimensiunile 1.510 m × 45 m. 